# Paul Usteri

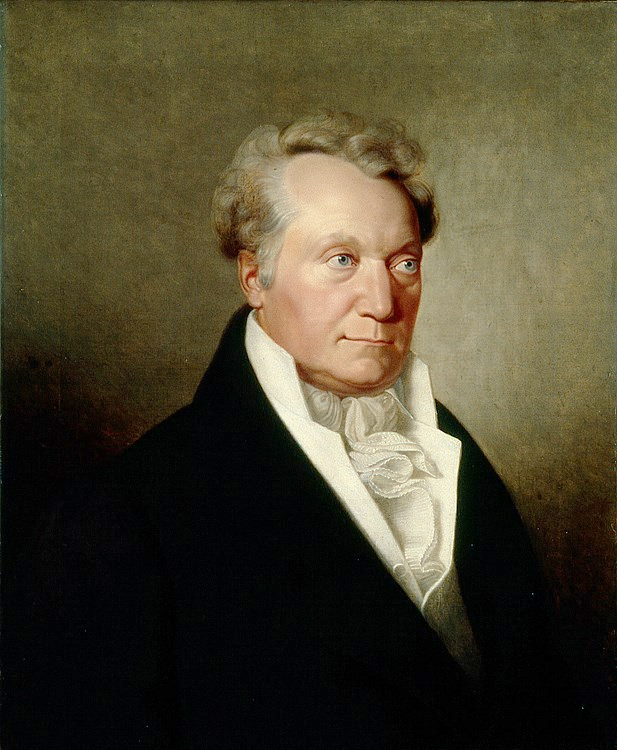
Paul Usteri

Paul Usteri (* 14. Februar 1768 in Zürich; † 9. April 1831 ebenda) war ein liberaler Schweizer Publizist und Politiker, Arzt sowie Botaniker. Sein botanisches Autorenkürzel lautet „Usteri“.

## Leben und Wirken
Paul (ursprüngl. Paulus) Usteri war der älteste Sohn des Pädagogen Leonhard Usteri (1741–1789). Er war Mediziner und bekleidete das Amt eines schweizerischen Staatsrats.
Usteri erwarb sich grosse Verdienste um die Entwicklung der Pressefreiheit in der Schweiz. U. a. war er Herausgeber der Zeitschriften Klio und Der schweizerische Republikaner (1798–1803; zuletzt unter dem Titel «Der Republikaner»), in der vor allem die Grundsätze der Helvetischen Republik dargelegt wurden. Seine Kenntnisse der revolutionären Entwicklung in Frankreich verdankte er seinen Kontakten zu vielen Zeitgenossen, die sich politisch wie er im Sinne der Revolution engagierten (darunter Johann Georg Kerner, Konrad Engelbert Oelsner, Karl Friedrich Reinhard). Mit der Salonnière Anna Maria Rüttimann verband ihn ein jahrelanger politischer Briefwechsel.
Von 1792 bis 1801 gab Usteri als Botaniker die Annalen der Botanick (ab dem Achten Stück: Annalen der Botanik) heraus, in denen zahlreiche neue Pflanzenarten beschrieben wurden.
Kurz vor seinem Tod wurde Usteri als Nachfolger von Hans von Reinhard in die Regierung des Kantons Zürich gewählt. Er starb jedoch, noch bevor er das Amt des Bürgermeisters von Zürich antreten konnte.

## Nachlass
Usteri hinterliess eine der drei weltweit grössten Sammlungen französischer Revolutionsflugschriften. Sie befindet sich heute im Besitz der Zentralbibliothek Zürich und umfasst etwa 7500 Broschüren, die unter der Signatur „Usteri“ vereinigt und vollständig im Online-Katalog nachgewiesen sind.

## Ehrungen
Nach Usteri benannt ist die Pflanzengattung Usteria Willd. aus der Familie der Brechnussgewächse (Loganiaceae).
Am 5. September 1792 wurde er in die Leopoldina aufgenommen und erhielt den akademischen Beinamen Acarnan V.

## Schriften (Auswahl)
- Magazin für die Botanik. 4 Bände, Zürich 1787–1791 (Digitalisat) – als Herausgeber, mit Johann Jacob Römer.
- Annalen der Botani[c]k. 24 Teile, 1791–1800 – als Herausgeber.
  - Band 1, Zürich 1791 (Digitalisat, Digitalisat).
  - Band 2, Zürich 1791 (Digitalisat, Digitalisat).
  - Band 3, Zürich 1792 (Digitalisat, Digitalisat)
  - Band 4, Zürich 1793 (Digitalisat, Digitalisat).
  - Band 5, Zürich 1793 (Digitalisat, Digitalisat).
  - Band 6, Zürich 1793 (Digitalisat, Digitalisat).
  - Band 7, Zürich 1794 (Digitalisat, Digitalisat).
  - Band 8, Zürich 1794 (Digitalisat, Digitalisat).
  - Band 9, Zürich 1794 (Digitalisat, Digitalisat).
  - Band 10, Zürich 1794 (Digitalisat, Digitalisat).
  - Band 11, Zürich 1794 (Digitalisat, Digitalisat).
  - Band 12, Zürich 1794 (Digitalisat, Digitalisat).
  - Band 13, Zürich 1795 (Digitalisat, Digitalisat).
  - Band 14, Leipzig 1795 (Digitalisat, Digitalisat).
  - Band 15, Leipzig 1795 (Digitalisat, Digitalisat).
  - Band 16, Leipzig 1795 (Digitalisat, Digitalisat).
  - Band 17, Leipzig 1796 (Digitalisat, Digitalisat).
  - Band 18, Leipzig 1796 (Digitalisat, Digitalisat).
  - Band 19, Leipzig 1796 (Digitalisat, Digitalisat).
  - Band 20, Leipzig 1796 (Digitalisat, Digitalisat).
  - Band 21, Leipzig 1797 (Digitalisat, Digitalisat).
  - Band 22, Leipzig 1797 (Digitalisat).
  - Band 23, Leipzig 1799 (Digitalisat).
  - Band 24, Leipzig 1800 (Digitalisat, Digitalisat).